# La Nuit du Spectre
La Nuit du Spectre est la cinquante-quatrième histoire de la série Les Aventures de Buck Danny de Frédéric Zumbiehl.
Elle est publiée pour la première fois dans le journal Spirou du no 4045 au no 4050, puis sous forme d'album en 2015.

## Résumé
Un avion de surveillance militaire japonais est abattu au dessus des îles Senkaku par un jet mystérieux se faisant passer pour un J-20 chinois. Le but de l'organisation secrète japonaise qui le commande est de déclencher un conflit qui obligerait les États-Unis à prendre parti, car tenus par leur alliance avec le Japon,.
Effectivement, le porte-avions Reagan, avec Buck, Sonny et Tumbler à son bord, fait route vers Okinawa pour essayer d'éviter le conflit entre les 2 pays.
Mais la phase suivante de l'attaque va alors s'enclencher, monter la Chine et les USA l'un contre l'autre en abattant des jets américains alors que le nouveau porte-avions chinois, le Liaoning a été dépêché sur les lieux avec un groupe aéronaval complet.
En effet, Lady X qui pilote le jet furtif abat Tumbler alors en patrouille, elle est néanmoins détectée par le drone furtif piloté à distance par Sonny. Buck déduit de la trajectoire de l'ennemi vers Okinawa qu'il n'est pas chinois.
Buck emprunte alors un F-22 Raptor et augmente les patrouilles autour du Reagan pour piéger le jet furtif. Là, le F-22 est pris en chasse par Lady X et finit par être abattu avant de découvrir la destination du jet mystérieux. Cette nouvelle perte à 300 millions commence à énerver l'amiral et Buck n'a plus le droit à l'erreur.
Buck aidé par l'agent de liaison japonais Keiji, poursuit l'enquête à terre en suivant la piste des Kokuryu-kai, une secte de yakuzas dirigée par Junichiro Yamasaki, le PDG de Yamasaki défense industries, leader des missiles japonais. En effet, Buck, Sonny, Keiji et sa sœur Suki surprennent Yamasaki en discussion avec Lady X en personne. À la suite d'une erreur de Sonny, nos amis sont faits rapidement prisonniers et Lady X dévoile son plan : déclencher une guerre entre la Chine et les États-Unis en détruisant le Liaoning avec deux missiles furtifs conçus par Yamasaki.
Une fois Lady X partie, Suki réussit à libérer nos amis et ils s'enfuient à bord de sa voiture électrique Honda e poursuivi par les yakuzas. Malheureusement le groupe arrive trop tard à la base de Yamasaki qui explose après le départ des deux TX-60 Spectre prêts à frapper pilotés par Lady X et le fils de Yamasaki, Sato.

## Contexte historique
Cette histoire a comme trame de fond le conflit territorial des îles Senkaku qui depuis 1971 ravive la rivalité entre le Japon, la République populaire de Chine (RPC) et Taïwan au sujet de la revendication et du contrôle des îles Senkaku, un petit archipel inhabité situé en mer de Chine orientale, au large de la Chine, au nord-est de l'île de Taïwan et à l'ouest des îles Ryūkyū japonaises. L'archipel est appelé îles Senkaku en japonais et îles Diaoyutai en chinois.
Une zone de pêche a été établie entre les deux États (Chine et Japon) et Pékin a entamé l'exploitation pétrolière dans la zone en 1998. En dépit des tensions après la découverte du champ gazier de Chunxiao en 1999, Pékin et Tokyo se sont finalement accordés en 2008 pour exploiter ce gisement en commun et créer une zone commune de développement au sud de celui de Longjing, le gisement en tant que tel situé dans la zone de souveraineté maritime de la Corée du Sud.
Le 23 novembre 2013, Pékin annonce la mise en place d'une zone d'identification aérienne en mer de Chine couvrant les îles Senkaku, ce qui entraîne de vives réactions diplomatiques de Tokyo et d'autres capitales.
Le président des États-Unis Barack Obama, lors de sa visite au Japon en avril 2014, annonce que « L'obligation de notre traité sur la sécurité du Japon est absolue. L'article 5 du traité couvre tous les territoires sous administration japonaise, notamment les îles Senkaku ».
En septembre 2015, le Japon accuse la Chine d'avoir installé sept plateformes de forage dans les eaux contestées, rendant caduc l'accord de 2008. Le 7 août 2016, le ministère des Affaires étrangères japonais annonce que le Japon a déposé une réclamation le 5 août auprès de Pékin après la découverte au mois de juin d'un radar installé sur une plateforme d'exploration gazière à proximité des îles.

## Personnages
- Buck Danny
- Jerry Tumbler
- Sonny Tuckson
- Lady X